# Wenedikt Andrejewitsch Chachlow
Wenedikt Andrejewitsch Chachlow (russisch Венедикт Андреевич Хахлов; * 11. Märzjul. / 23. März 1894greg. in Saissan; † 18. Juni 1972 in Tomsk) war ein russisch-sowjetischer Geologe und Hochschullehrer.

## Leben
Chachlows Vater Andrei Stepanowitsch Chachlow stammte aus einer Barnauler Kosakenfamilie. Er war Kasachisch-Übersetzer und einer der ersten Siedler in Saissan. 1883 wurde er Vollmitglied der Westsibirischen Abteilung der Russischen Geographischen Gesellschaft. Als Naturkundler arbeitete er mit den Museen in St. Petersburg, Omsk und Barnaul zusammen. Er war gut bekannt mit Nikolai Michailowitsch Prschewalski, Grigori Nikolajewitsch Potanin, Wsewolod Iwanowitsch Roborowski, Michail Wassiljewitsch Pewzow, Pjotr Petrowitsch Suschkin und Andrei Nikolajewitsch Sedelnikow. Chachlow beriet 1876 Alfred Brehm und Otto Finsch bei ihrer Reise durch Nordwestturkestan und Westsibirien. Chachlow war Imker und erfand ein eigenes Bienenstocksystem.
Chachlow hatte sieben Brüder und zwei Schwestern. Nach 1900 kamen die ältesten Brüder mit der Mutter Jelena Wladimirowna Chachlowa nach Tomsk, um die höhere Schule zu besuchen und dann zu studieren. Chachlow besuchte das Tomsker Jungengymnasium mit Abschluss 1912 und studierte darauf am Tomsker Technologischen Institut (TTI) in der Bergbau-Fakultät.
Im Ersten Weltkrieg wurde Chachlow im Juni 1916 zur Kaiserlichen Russischen Armee eingezogen. Nach kurzer Ausbildung in der Irkutsker Militärschule kam er in die Militäringenieurschule in Petrograd mit Abschlussprüfung im Dezember 1916. Ab Mai 1917 kommandierte er eine Pontonbrückeneinheit an der Nordfront. Nach der Oktoberrevolution und Demobilisierung im Februar 1918 kehrte er zum Studium am TTI zurück. Im Russischen Bürgerkrieg wurde er im Juli 1918 zur Weißen Armee eingezogen und diente in Tomsk in der Sibirischen Ingenieur-Division.
Nach der Besetzung Tomsks durch die Rote Armee konnte Chachlow nach Überprüfung durch die Sonderabteilung der 5. Armee im Dezember 1919 zum Studium am TTI zurückkehren. Zu seinen Lehrern gehörte der Metallurg Wladimir Jakowlewitsch Mostowitsch. Mit der Diplomarbeit über die Pflanzen des Devon des Balchaschsees bei Michail Antonowitsch Ussow schloss Chachlow 1921 sein Studium ab und arbeitete nun im TTI.
1923 wurde Chachlow Assistent an der Tomsker Staatlichen Universität (TGU). Ab 1924 leitete er als Dozent den Lehrstuhl für Geologie. 1925–1928 war er Dekan der Physikalisch-Mathematischen Fakultät.
Chachlow organisierte mit anderen das Sibirische Bergbau-Institut, dessen kommissarischer Direktor er zunächst war. 1930–1932 war er Assistent des Direktors und ab 1933 Professor am Lehrstuhl für Paläontologie. Gleichzeitig leitete er den Lehrstuhl für Geologie der Abteilung für Bergbau und Markscheidewesen.
Am 1. Januar 1934 wurde Chachlow Leiter des Lehrstuhls für Historische Geologie und Paläontologie der TGU. 1938 wurde er ohne Verteidigung einer Dissertation zum Doktor der geologisch-mineralogischen Wissenschaften promoviert. Während des Deutsch-Sowjetischen Kriegs führte er die erste staatliche geologische Vermessung der nördlichen Hälfte der Oblast Tomsk durch.
Am 20. April 1949 wurde Chachlow aufgrund einer Denunziation der Prawda-Korrespondentin A. F. Schestakowa verhaftet im Zusammenhang mit dem Krasnojarsker Geologen-Prozess wie auch Alexei Alexandrowitsch Balandin, Jakow Samoilowitsch Edelstein, Iossif Fjodorowitsch Grigorjew, Alexander Grigorjewitsch Wologdin, Michail Petrowitsch Russakow, Michail Michailowitsch Tetjajew, Wladimir Michailowitsch Kreiter, Lew Iossifowitsch Schamanski, Wjatscheslaw Wjatscheslawowitsch Bogazki, Wladimir Klimentjewitsch Kotulski, Alexander Jakowlewitsch Bulynnikow, Jewgeni Ossipowitsch Pogrebizki, Igor Wladimirowitsch Lutschizki, Boris Fjodorowitsch Speranski, Felix Nikolajewitsch Schachow und weitere Geologen. Am 28. Oktober 1950 wurde Chachlow von der Sonderkonferenz des NKWD nach Artikel 58 des Strafgesetzbuches der RSFSR wegen Sabotage bei der Suche nach Uranvorkommen in Sibirien zu 10 Jahren Arbeitslagerhaft verurteilt. Er kam ins NorilLag und berechnete ab Februar 1950 die Steinkohlereserven der Lagerstätte Kajerkan. Außerdem legte er paläontologische Sammlungen an, stellte ein Handbuch zur Paläobotanik zusammen und organisierte Kurse für Geologen in den Prospektionsgruppen. Nach Stalins Tod wurde Chachlows Verurteilung im April 1954 vom Militärkollegium des Obersten Gerichts der UdSSR wegen fehlender Beweise aufgehoben, so dass Chachlow freigelassen wurde.
Chachlow kehrte an die TGU zurück und leitete ab dem 28. Mai 1954 wieder den Lehrstuhl für Paläontologie (bis zum 1. Februar 1972).
Chachlow züchtete Rosen, zeichnete und sang als lyrischer Tenor russische Romanzen. In seinen letzten Jahren war er schwer krank, so dass sein rechtes Bein oberhalb des Knies amputiert wurde. Er war verheiratet und hatte zwei Söhne.
Das 1925 gegründete Paläontologische Museum der TGU trägt Chachlows Namen.

## Ehrungen, Preise
- Medaille „Für heldenmütige Arbeit im Großen Vaterländischen Krieg 1941–1945“ (1946)[1]
- Verdienter Wissenschafter und Techniker der RSFSR (1960)[1][3]